# 273-тя піхотна дивізія (Третій Рейх)
273-тя піхотна дивізія (Третій Рейх) (нім. 273. Infanterie-Division) — піхотна дивізія Вермахту, що входила до складу німецьких сухопутних військ у роки Другої світової війни.

## Історія
273-тя піхотна дивізія формувалася двічі. Перша спроба сформувати з'єднання розпочалася 22 травня 1940 року під час 10-ї хвилі мобілізації вермахту у III військовому окрузі на полігонах поблизу Берліна. Але через розгром та швидку капітуляцію Франції процес формування було припинено. Хоча деякі інші дивізії десятої хвилі мобілізації, розгортання яких було скасовано так само, як і 273-ї піхотної дивізії, були пізніше розгорнуті в ході війни, найменування «273-тя піхотна дивізія» більше не використовувалося.
Запланована структура 273-ї піхотної дивізії включала три піхотні полки 544-й, 545-й і 546-й, а також 273-й артилерійський дивізіон і дивізійні частини підтримки та забезпечення. Хоча дивізія як повноцінне з'єднання більше не розгорталася, три піхотні полки були розгорнуті 27 січня 1942 року на військовому полігоні Міловице. 15 жовтня 1942 року їх перейменували на 544-й, 545-й і 546-й гренадерські полки відповідно і передали до складу 389-ї піхотної дивізії, що між січнем і лютим 1943 року була знищена радянськими військами в Сталінградській битві. Згодом їх знову сформували на штатах 7-ї польової армії, відправили назад на Східний фронт, щоб воювати в Корсунь-Черкаському котлі, і врешті-решт у 1945 році ці полки потрапили в пастку під Данцигом, де капітулювали.
У листопаді 1943 року порядковий номер 273 використовувався для 273-ї резервної танкової дивізії, яка діяла до березня 1944 року.
У квітні 1945 року друга 273-тя піхотна дивізія почала розгортання, це було одне з останніх відчайдушних спроб створити бойове з'єднання на завершальному етапі війни. Вона ніколи не досягала повної чисельності піхотної дивізії. Була поспіхом відправлена на Східний фронт, де їй підпорядкували сильно побиту 16-ту угорську піхотну дивізію. Залишки 273-ї піхотної дивізії завершили війну в Чехословаччині.

## Райони бойових дій
- Німеччина (травень — липень 1940; квітень — травень 1945).

### Склад
| 1940 (планувалося)                  | 1945 |
| ----------------------------------- | ---- |
| 544-й піхотний полк                 | ?    |
| 545-й піхотний полк                 | ?    |
| 546-й піхотний полк                 | ?    |
| 273-й протитанковий дивізіон        | ?    |
| 273-й артилерійський дивізіон       | ?    |
| 273-тя інженерна рота               | ?    |
| 273-й дивізійний батальйон зв'язку  |      |
| Управління постачання 273-ї дивізії |      |